# Улрих II фон Хоенбург
Улрих II (III) фон Хоенбург (на немски: Ulrich II. (III.) von Heunburg; † 1308) е граф на Хоенбург, един от водещите благородници в Каринтия през втората половина на 13 век.

## Живот
Той е син на граф Вилхелм IV 'Млади' фон Малта и Лаас († 1250) и съпругата му Елизабет († сл. 1256). Внук е на граф Геро II фон Хоенбург († ок. 1220) и Елизабет фон Ортенбург († сл. 1240), дъщеря на имперски граф Рапото I фон Ортенбург и графиня Елизабет фон Зулцбах († 1206). Сестра му графиня Евфемия фон Хойнбург († 14 юни 1316) е омъжена пр. 18 септември 1264 г. за Улрих II фон Тауферс († 1293).
Улрих II организира въстание против новите владетели в Каринтия и против херцог Албрехт. Той е заточен през 1293 г. във Винер Нойщат. След две години затвор Улрих може да се върне в Каринтия.
През 1304 г. граф Улрих участва във военния поход на страната на херцог Рудолф I Хабсбург срещу крал Вацлав III от Бохемия. През 1306 г., заедно със зетьовете си Улрих и фон Санек, и множество благородници от Каринтия, Улрих II придружава херцог Хайнрих от Каринтия за неговата женитба в Прага.
Граф Улрих фон Хоенбург умира вер. през 1308 г.

## Фамилия
Улрих II фон Хоенбург се жени през 1270/1271 г. за принцеса Агнес фон Баден-Австрия († 1295), вдовица на Улрих III († 27 октомври 1269), херцог на Каринтия, дъщеря на маркграф Херман VI фон Баден и Гертруда Бабенберг. Двамата имат щастлив брак и шест деца:
- Катарина († ок. 1316), омъжена пр. 21 август 1302 г. за Улрих II фон Цили († сл. 1308); родители на графовете на Цили
- Фридрих († 1317), женен за Аделхайд фон Ауфенщайн († 1317), дъщеря на Конрад фон Ауфенщайн, маршал на Каринтия
- Херман († 28 юни 1322, убит в битка), изчезване на Хоенбургите по мъжка линия, женен на 21 август 1302 г. за графиня Елизабет фон Горц († сл. 1338), от род Майнхардини, дъщеря на Алберт II фон Горица (1261 – 1325) и Елизабет фон Хесен (1284 – 1308)
- Маргарета († сл. 8 декември 1306), омъжена I. пр. 1286 г. фрайхер Лиутолд фон Санек († ок. 1286), II. между 22 март и 2 май 1288 г. граф Улрих IV фон Пфанберг († сл. 1318)
- Елизабет († 29 ноември 1329), омъжена I. пр. 1278 г. граф Херман фон Пфанберг († сл. 1286), II. пр. 12 декември 1300 г. граф Хайнрих фон Хоенлое († 1329)
- дъщеря, омъжена за Конрад фон Риксинген († 1297)